# هيرب كوهن
هيرب كوهن (بالإنجليزية: Herb Cohen)‏ هو منتج أسطوانات ورائد أعمال ومدير مواهب وملحن أمريكي، ولد في 30 ديسمبر 1932 في نيويورك في الولايات المتحدة، وتوفي في 16 مارس 2010 في نابا في الولايات المتحدة بسبب سرطان.

## وصلات خارجية
- هيرب كوهن على موقع IMDb (الإنجليزية)
- هيرب كوهن على موقع ميوزك برينز (الإنجليزية)